# Sniper Fury
Sniper Fury или «Операция “Снайпер”» в русской локализации — компьютерная игра, разработанная и изданная французской студией Gameloft.
Действия в игре Sniper Fury происходят в недалеком будущем. Технологическое развитие и геополитические изменения сделали прежние методы разрешения конфликтов устаревшими. Страны, корпорации и организации пользуются услугами высококвалифицированных специалистов, которые могут устранять конкретные цели с хирургической точностью.

## Геймплей
Игра имеет механику, обычную для большинства снайперских игр, где игрок должен уничтожить подавляющее большинство своих целей с большого расстояния, стоя на одном месте. Чтобы выполнить задачу, игрок может использовать различные футуристические гаджеты, например, устройство обнаружения, которое сообщит местонахождение каждого противника на экране, или стимуляторы, которые повысят рефлексы до сверхъестественного уровня.

## Релиз
Sniper Fury была выпущена 2 декабря 2015 года для Android, iOS и Windows Phone. А версия для Steam была выпущена 13 июня 2017 года.

## Рецензии
| Сводный рейтинг    | Сводный рейтинг       |
| Агрегатор          | Оценка                |
| ------------------ | --------------------- |
| GameRankings       | 50,00 %               |
| Metacritic         | 53/100(iOS, 4 обзора) |
| Иноязычные издания |                       |
| Издание            | Оценка                |
| Gamezebo           | [ 10 ]                |
| Pocket Gamer       | [ 11 ]                |

По данным агрегатора рецензий Metacritic, Sniper Fury получила смешанные отзывы. На сайте-агрегаторе Metacritic средняя оценка игры составляет 53 из 100 на основе 4 обзоров для платформы iOS.
Летом 2018 года, благодаря уязвимости в защите Steam Web API, стало известно, что точное количество пользователей сервиса Steam, которые играли в игру хотя бы один раз, составляет 351 470 человек.